# Axel Conradi
Axel Conradi, född 7 juli 1991, är en svensk moderat politiker. Conradi är oppositionsregionråd i Region Stockholm och oppositionsledare i hälso- och sjukvårdsnämnden.
Axel Conradi var tidigare (1 januari 2019 till den 31 mars 2024) oppositionsråd i Sundbybergs kommun efter att ha efterträtt Mikael T. Eriksson som gruppledare. Conradi har varit aktiv i politiken sedan 2006 och arbetade som politisk sekreterare innan han blev gruppledare för Sundbybergsmoderaterna. Mellan 2012 och 2018 utbildade han sig till jurist på Stockholms universitet och år 2014 deltog han i TV4:s program “idol”.

## Politik
I samband med att Axel Conradi tillträdde lovade han höjda lärarlöner, ordning i ekonomin och trygghet i kommunen. Under 2021 var Conradi även mycket omtalad i media när han drev frågan om att kamerabevaka bron mellan Ursvik och Rinkeby.